# موزر سکلی

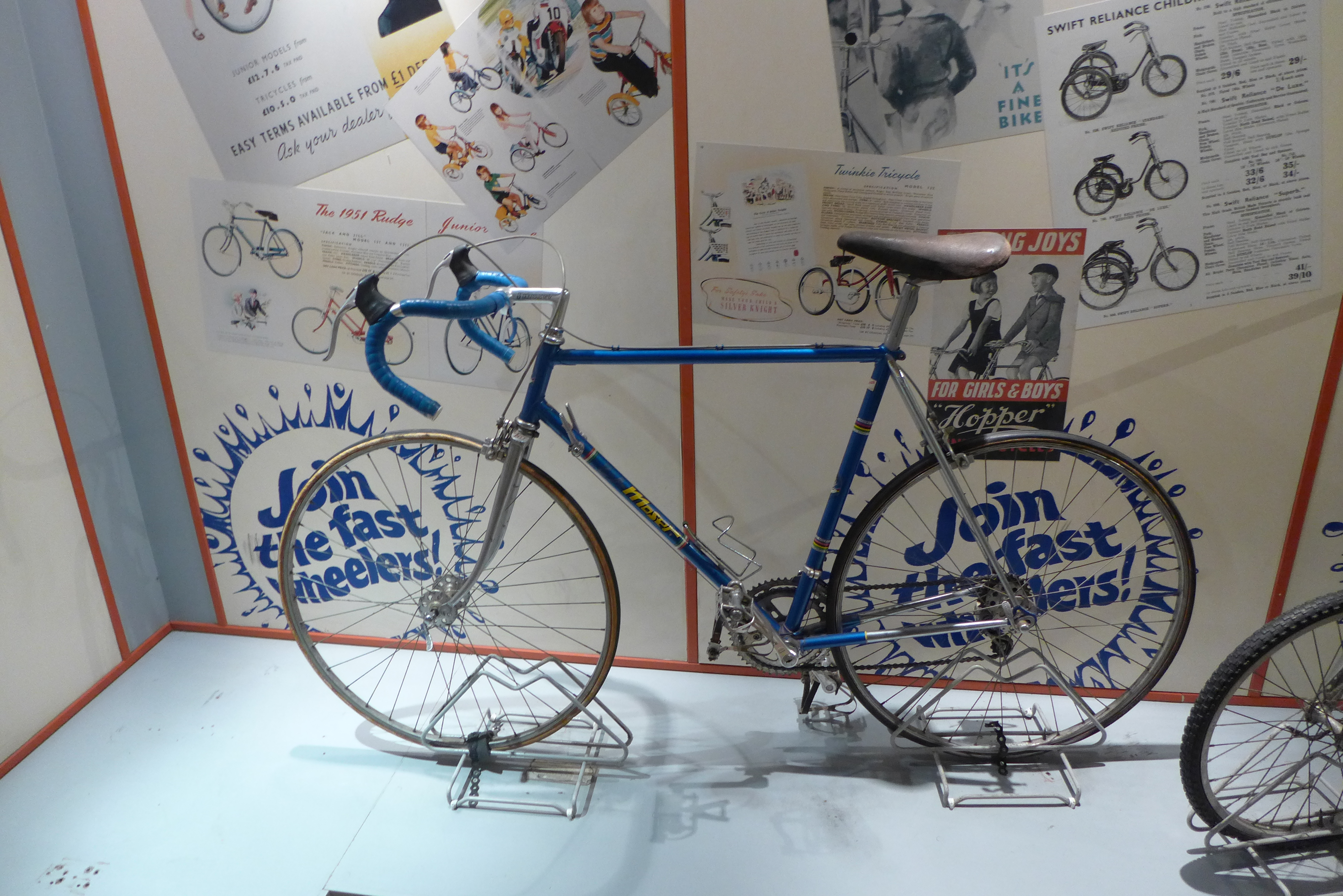
نمایی از یک دوچرخه محصول موزر سکلی

موزر سکلی (انگلیسی: Moser Cicli) شرکت دوچرخه‌سازی ایتالیایی است، که در سال ۱۹۷۹ تأسیس شد.